# الند، کواهویلا
الند، کواهویلا (به اسپانیایی: Allende, Coahuila) یک منطقهٔ مسکونی در مکزیک است که در کواویلا واقع شده‌است.

## خصوصیات
الند ۲۰٬۱۵۳ نفر جمعیت دارد و ۳۸۰ متر بالاتر از سطح دریا واقع شده‌است.